# Andrzej Zarębski
Andrzej Mirosław Zarębski (ur. 7 lipca 1957 w Gdyni, zm. 22 marca 2023) – polski polityk i przedsiębiorca, poseł na Sejm I kadencji, w 1991 rzecznik prasowy rządu Jana Krzysztofa Bieleckiego, od 1993 do 1999 członek i sekretarz Krajowej Rady Radiofonii i Telewizji.

## Życiorys
Syn Mirosława i Barbary. W 1980 ukończył studia z zakresu filologii polskiej na Wydziale Humanistycznym Uniwersytetu Gdańskiego. Pracował jako nauczyciel języka polskiego, następnie w czasie pierwszej „Solidarności” związany z prasą studencką i związkową. Współorganizował Biuro Informacji Prasowej Komisji Krajowej związku. Za działalność opozycyjną w stanie wojennym został internowany na okres od 13 grudnia 1981 do 1 grudnia 1982. Po zwolnieniu wchodził w skład redakcji niezależnego „Przeglądu Politycznego”. Był zatrudniony jako sprzedawca, następnie pełnił funkcję dyrektora w firmie budowlanej. W latach 1989–1990 publikował w „Tygodniku Solidarność”, w 1990 pracował jako kierownik działu w „Gazecie Gdańskiej”.
Zaangażował się w tworzenie wojewódzkich struktur Kongresu Liberalno-Demokratycznego. Od 14 stycznia 1991 do 26 grudnia 1991 zajmował stanowisko rzecznika prasowego w rządzie Jana Bieleckiego. W wyborach w 1991 uzyskał mandat posła na Sejm I kadencji z okręgu zielonogórsko-leszczyńskiego, który wykonywał do 1993. W latach 1993–1999 zasiadał w Krajowej Radzie Radiofonii i Telewizji, pełnił funkcję jej sekretarza. Po zakończeniu kadencji zajął się prowadzeniem działalności doradczej na rynku mediów elektronicznych.
Został pochowany na cmentarzu Witomińskim w Gdyni.

## Odznaczenia
W 2012 prezydent Bronisław Komorowski odznaczył go Krzyżem Oficerskim Orderu Odrodzenia Polski. W 2021 otrzymał Krzyż Wolności i Solidarności.